# Schistostege fortificata
Schistostege fortificata är en fjärilsart som beskrevs av Treitschke 1828. Schistostege fortificata ingår i släktet Schistostege och familjen mätare. Inga underarter finns listade.